# Piano in the Foreground
Albums de Duke Ellington
Swinging Suites by Edward E. and Edward G.
(1960) The Great Summit: The Master Takes
(1961)
Piano in the Foreground est un album du pianiste américain Duke Ellington édité en 1961 et enregistré en mars 1961. On y trouve Ellington en trio, loin des enregistrements en big band qui ont fait sa célébrité.

## Historique
Bien qu'ayant souvent minimisé son rôle dans son orchestre (« Je ne suis que le pianiste. »), Duke Ellington était un formidable pianiste.
Son style évoque l'époque du Boogie-woogie et du stride, avec des ajouts d'impressionnisme, de blues et de gospel et d'Improvisation libre (par exemple sur Summertime ou sur les quatre improvisations qui clôturent la version CD). Son influence sur des musiciens tels que Thelonious Monk, Abdullah Ibrahim ou Stan Tracey est ici claire.

## Pistes
| No  | Titre                         | Musique                                               | Durée |
| --- | ----------------------------- | ----------------------------------------------------- | ----- |
| 1.  | I Can't Get Started           | Vernon Duke, Ira Gershwin                             | 4:23  |
| 2.  | Cong-Go                       | Aaron Bell, Duke Ellington                            | 4:16  |
| 3.  | Body and Soul                 | Edward Heyman, Robert Sour, Frank Eyton, Johnny Green | 4:49  |
| 4.  | Blues for Jerry               | Duke Ellington                                        | 4:38  |
| 5.  | Fontainebleau Forest          | Duke Ellington                                        | 2:53  |
| 6.  | Summertime                    | George Gershwin, Ira Gershwin, DuBose Heyward         | 3:52  |
| 7.  | It's Bad to Be Forgotten      | Duke Ellington                                        | 3:22  |
| 8.  | A Hundred Dreams Ago          | Duke Ellington                                        | 2:26  |
| 9.  | So                            | Duke Ellington                                        | 4:33  |
| 10. | Searching (Pleading for Love) | Duke Ellington                                        | 1:49  |
| 11. | Springtime in Africa          | Aaron Bell, Duke Ellington                            | 3:46  |
| 12. | Lotus Blossom                 | Billy Strayhorn                                       | 3:18  |

Bonus tracks sur l'édition en CD
| No  | Titre                    | Musique                           | Durée |
| --- | ------------------------ | --------------------------------- | ----- |
| 13. | All the Things You Are   | Oscar Hammerstein II, Jerome Kern | 4:00  |
| 14. | All the Things You Are   | Oscar Hammerstein II, Jerome Kern | 3:51  |
| 15. | Piano Improvisation no 2 | Duke Ellington                    | 3:25  |
| 16. | Piano Improvisation no 3 | Duke Ellington                    | 2:48  |
| 17. | Piano Improvisation no 4 | Duke Ellington                    | 1:53  |
| 18. | Piano Improvisation no 1 | Duke Ellington                    | 9:45  |

## Personnel
- Duke Ellington - piano
- Aaron Bell - basse (#1 à #12)
- Jimmy Woode - basse (#13 à #18)
- Sam Woodyard - batterie